# 馬淵東一

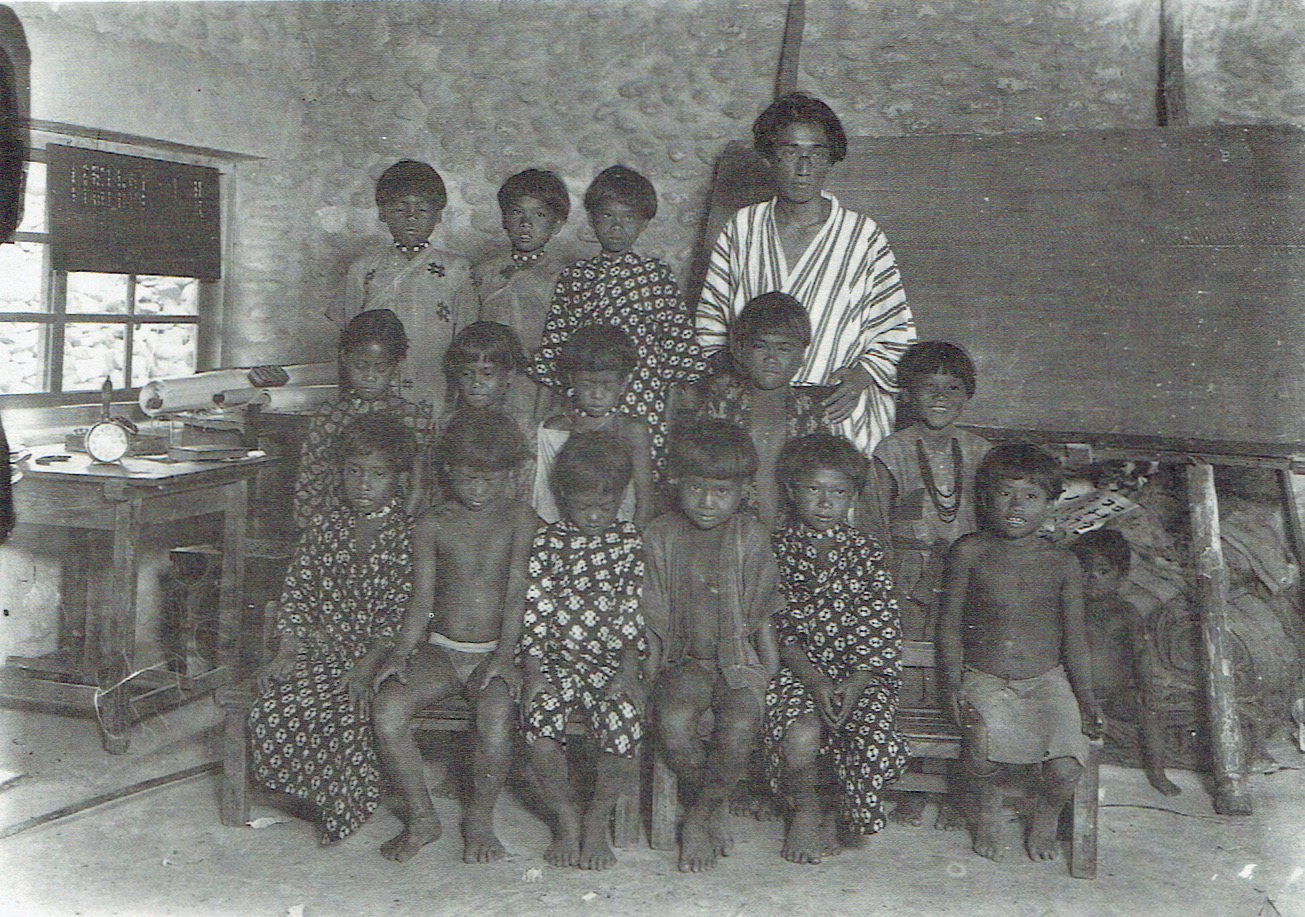
馬淵東一（右上）と台湾原住民ヤミ族の子供たち。1929年

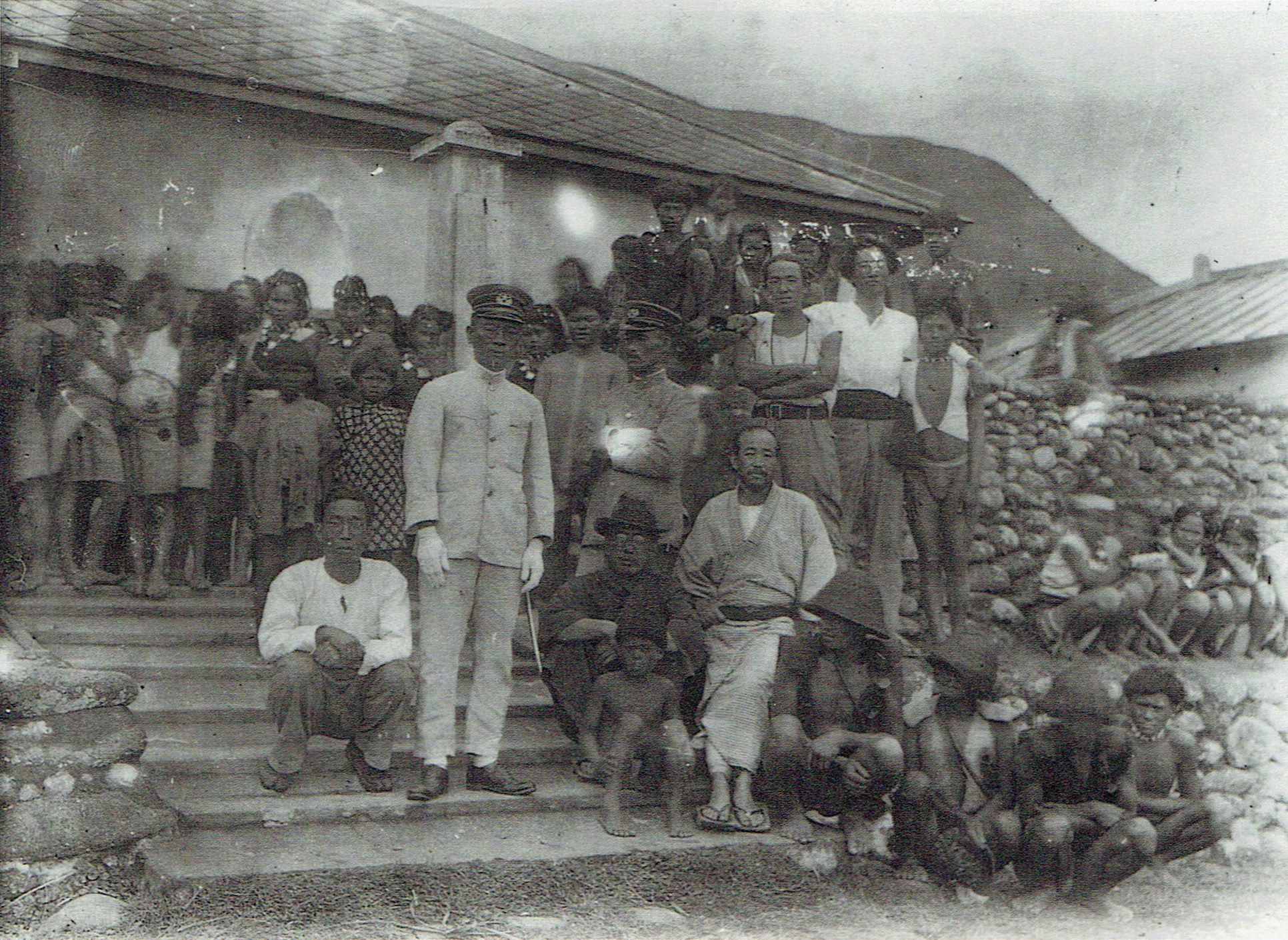
台湾蘭嶼の警察署前にて。中列右でタオ族の少年と鹿野忠雄と肩を組む馬淵。前列左端に宮本延人、中央の着物姿は移川子之蔵。1929年

馬淵 東一(まぶち とういち、1909年1月6日 - 1988年1月8日）は、日本の民族学者、社会人類学者。日本における東南アジア民族学の開拓者であり、社会人類学の基礎を築いた人物である。

## 経歴
1909年、千葉県四街道市生まれ。1931年（昭和6年）に台北帝国大学文学部史学科を卒業、1943年台北帝国大学助教授。台湾先住民の研究を行った。戦後日本に帰国し、1950年立正大学講師、1951年東海大学教授、東洋大学教授、1953年東京都立大学教授。1972年定年退職、琉球大学教授。1973年東京都立大学名誉教授。1975年南山大学教授、1977年定年退職。
台湾の先住民のブヌン族の社会構造や宗教、さらには南太平洋や沖縄の文化も研究し、数多くの人類学や民俗学に関する著作を著した。没後は台湾・台東県池上郷に葬られた。

## 著作
- 『台湾高砂族系統所属の研究』（1935年）- 移川子之蔵、宮本延人との共著
- 『高砂族の分類：学史的回顧』（1953年）
- 『高砂族に関する社会人類学』（1954年）
- 『高砂族の移動および 第1部』（1954年）
- 『慣習土地法と囯有地擬制』（1964年）
- 『インドネシアの社会構造』（1969年）- 岸幸一との共著
- 『西南太平洋民族硏究』（1971年）
- 『台湾の民族と文化』（1987年）- 宮本延人、瀬川孝吉との共著

## 参考
- ブリタニカ国際大百科事典 小項目事典